# 李民 (1923年2月)
李民（1923年2月—1990年3月2日），又名李宗海，男，山东长清人。中国人民解放军人物，上校军衔。

## 生平
1938年6月，参加八路军，任筑先纵队战士、班长、文化干事。1938年12月，加入中国共产党。之后担任鲁西北筑先纵队连副政治指导员，八路军第129师七旅十九团三营特派员，129师政治保卫科侦察副科长，团政治处特派干事，师政治部保卫部学员，太行七分区政治部保卫科干事。第二次国共内战期间，担任第二野战军六纵队十六旅四十六团政治处副主任、主任。1948年11月，任河南军区独立第九团副政治委员。1949年3月，洛南、洛北两县武装合并为洛宁县独立团，他担任副政委（团长张逢溪、政委温绍孔）。
中华人民共和国成立后，历任北京空军航空学校飞行大队政治委员、团政治委员，后升任航空学校政治部副主任。1957年，任航空学校副政治委员、政治委员。1960年晋升为上校军衔。文化大革命期间，受到迫害，进入兰州军区空军五七干校。1975年，出任空军航空预备学校政治委员。